# Província de Guelmim
La província de Guelmim (en amazic ⵜⴰⵙⴳⴰ ⵏ ⴳⵓⵍⵎⵉⵎ; en àrab إقليم كلميم, iqlīm Galmīm) és una de les províncies del Marroc, part de la regió de Guelmim-Oued Noun. Té una superfície de 18.428 km² i 43.535 habitants censats en 2004. La seva capital és Guelmim.

## Demografia
| 147.124                                         | 166.685 | 182.153 |
| 1994 i 2004 : censos oficials; 2010 : estimació |         |         |

## Subdivisions
La província se subdivideix en les següents:
| Nom                 | Codi geogràfic | Tipus        | Habitatges | Població | Estrangers | Locals | Notes                                                                                    |
| ------------------- | -------------- | ------------ | ---------- | -------- | ---------- | ------ | ---------------------------------------------------------------------------------------- |
| Bouizakarne         | 261.01.01.     | Municipi     | 2577       | 11.982   | 0          | 11.982 |                                                                                          |
| Guelmim             | 261.01.03.     | Municipi     | 19113      | 95.749   | 26         | 95.723 |                                                                                          |
| Aday                | 261.03.01.     | Comuna rural | 660        | 3.481    | 0          | 3.481  |                                                                                          |
| Ait Boufoulen       | 261.03.03.     | Comuna rural | 211        | 1.309    | 0          | 1.309  |                                                                                          |
| Amtdi               | 261.03.05.     | Comuna rural | 356        | 1.768    | 1          | 1.767  |                                                                                          |
| Ifrane Atlas Saghir | 261.03.07.     | Comuna rural | 2.191      | 11.962   | 0          | 11.962 |                                                                                          |
| Tagante             | 261.03.09.     | Comuna rural | 545        | 3.343    | 1          | 3.342  |                                                                                          |
| Taghjijt            | 261.03.11.     | Comuna rural | 2021       | 11.207   | 1          | 11.206 | 6983 residents viuen al centre, anomenat Taghjijt; 4224 residents viuen en àrees rurals. |
| Timoulay            | 261.03.13.     | Comuna rural | 994        | 5.433    | 0          | 5.433  |                                                                                          |
| Abaynou             | 261.05.01.     | Comuna rural | 435        | 2.396    | 3          | 2.393  |                                                                                          |
| Aferkat             | 261.05.03.     | Comuna rural | 264        | 1.819    | 0          | 1.819  |                                                                                          |
| Asrir               | 261.05.05.     | Comuna rural | 655        | 3.715    | 3          | 3.712  |                                                                                          |
| Echatea El Abied    | 261.05.07.     | Comuna rural | 155        | 1.102    | 0          | 1.102  |                                                                                          |
| Fask                | 261.05.09.     | Comuna rural | 629        | 3.404    | 0          | 3.404  |                                                                                          |
| Labyar              | 261.05.11.     | Comuna rural | 128        | 766      | 0          | 766    |                                                                                          |
| Laqsabi Tagoust     | 261.05.13.     | Comuna rural | 523        | 2.538    | 0          | 2.538  |                                                                                          |
| Rass Oumlil         | 261.05.15.     | Comuna rural | 227        | 1.357    | 2          | 1.355  |                                                                                          |
| Taliouine Assaka    | 261.05.17.     | Comuna rural | 205        | 1.020    | 2          | 1.018  |                                                                                          |
| Targa Wassay        | 261.05.19.     | Comuna rural | 188        | 1.138    | 3          | 1.135  |                                                                                          |
| Tiglit              | 261.05.21.     | Comuna rural | 195        | 1.196    | 0          | 1.196  |                                                                                          |